# Goblin (álbum)
Goblin es el segundo álbum de estudio del rapero estadounidense Tyler, the Creator. Fue publicado el 10 de mayo de 2011 a través del sello XL Recordings, a pesar de sufrir una filtración una semana antes, algunas comunidades en línea como 4chan compartieron versiones falsas del álbum filtrado. Con la excepción de «Transylvania», todo el álbum fue autoproducido por el mismo Tyler.
El álbum fue apoyado por los sencillos «Sandwitches», con Hodgy Beats, y «Yonkers», el último de los cuales se considera responsable de generar el gran revuelo en internet y en la industria que rodea al grupo OFWGKTA en el momento del lanzamiento del álbum. Tras su lanzamiento, Goblin recibió críticas generalmente positivas de los críticos musicales, logrando debutar en la quinta posición de la lista Billboard 200 con ventas sobre las 50 000 copias.

## Antecedentes y lanzamiento
El 8 de octubre de 2010, Tyler y Hodgy Beats lanzaron "Sandwitches" gratis en la página oficial de Odd Future, afirmando que no iba a estar en ningún álbum. El 10 de febrero de 2011, Tyler lanzó el video de su primer sencillo, "Yonkers", del álbum. Cuatro días después, se lanzó una versión extendida con un verso adicional en iTunes, junto con una versión extendida de la pista "Sandwitches" lanzada anteriormente. El 16 de febrero, Tyler y Hodgy interpretaron "Sandwitches" en Late Night with Jimmy Fallon, convirtiéndose en la primera aparición en televisión de cualquier miembro de Odd Future.
Un mes después, el 16 de marzo de 2011, Tyler y Hodgy interpretaron las canciones "Yonkers" y "Sandwitches" en los mtvU Woodie Awards con el resto de Odd Future. Ese mismo día, se lanzó en línea una vista previa de "Tron Cat" como promoción del álbum.
También en marzo, la portada del álbum se publicó en línea con una imagen en color de Buffalo Bill cuando tenía 19 años, y se presentó como telón de fondo para la actuación de Tyler en MTV. El 24 de marzo, Tyler publicó la lista de canciones en su Twitter y la canción "Sandwitches" se incluiría en el álbum. En marzo y abril, se lanzaron pedidos anticipados en Amazon para las ediciones estándar y de lujo, respectivamente. Los pedidos anticipados de ambas versiones se lanzaron en iTunes el 15 de abril.
El 21 de abril, Tyler publicó varias imágenes de la filmación de un nuevo video musical, seguido de un anuncio de que el video estaba terminado. Al día siguiente, Tyler lanzó un video promocional en el que él mismo interpretaba a un personaje llamado Thurnis Haley, un entusiasta golfista de 53 años, con RapFix de MTV notando que era una parodia del presentador Steve Harvey, referenciado de manera negativa en canciones previas de Odd Future. Varios días después se lanzaron una segunda y una tercera promoción. El 28 de abril, Tron Cat se filtró en línea. El 30 de abril, aparecieron fragmentos del álbum en Amazon. El 3 de mayo, Tyler y Hodgy interpretaron "Sandwitches" y "Analog" en la BBC, junto con ellos interpretando "65" del próximo álbum MellowHype.
El tercer sencillo que se lanzó del álbum fue "She" con Frank Ocean. El 9 de mayo de 2011, Tyler publicó una imagen de una pantalla de televisión en su Twitter, con el título "She". El video musical de "She" fue lanzado el 3 de junio de 2011.
Se anunció que el cuarto sencillo del álbum sería "Bitch Suck Dick", con Jasper Dolphin & Taco. El video musical fue lanzado a las 5pm hora occidental/8pm hora del este el 11 de octubre de 2011.
Tyler ha dicho que se suponía que el álbum presentaría la canción "Llama" con Earl Sweatshirt, sin embargo, se eliminó debido a que su madre no le dio permiso a Tyler para usar su voz. También ha dicho que, sin embargo, puede incluirse en su tercer álbum de estudio, Wolf.
Goblin también se lanzó como una edición de lujo con ilustraciones y empaques alternativos, un póster, letras y un segundo disco que contiene tres pistas adicionales. Tyler compartió detalles de la edición de lujo en su Flickr el 4 de abril de 2011.

## Lista de canciones
| N.º | Título                                                         | Escritor(es)                                                   | Duración |  |
| 1.  | «Goblin»                                                       | Tyler Okonma                                                   | 6:48     |  |
| 2.  | «Yonkers»                                                      | T. Okonma                                                      | 4:11     |  |
| 3.  | «Radicals»                                                     | T. Okonma                                                      | 7:18     |  |
| 4.  | «She» (con Frank Ocean)                                        | T. Okonma, Christopher Breaux                                  | 4:13     |  |
| 5.  | «Transylvania»                                                 | T. Okonma, Vyron Turner                                        | 3:12     |  |
| 6.  | «Nightmare»                                                    | T. Okonma                                                      | 5:22     |  |
| 7.  | «Tron Cat»                                                     | T. Okonma                                                      | 4:15     |  |
| 8.  | «Her»                                                          | T. Okonma                                                      | 3:31     |  |
| 9.  | «Sandwitches» (con Hodgy Beats)                                | T. Okonma, Gerard Long                                         | 4:51     |  |
| 10. | «Fish / Boppin' Bitch»                                         | T. Okonma, C. Breaux*                                          | 6:19     |  |
| 11. | «Analog» (con Hodgy Beats)                                     | T. Okonma, G. Long                                             | 2:54     |  |
| 12. | «Bitch Suck Dick» (con Jasper Dolphin y Taco)                  | T. Okonma, Davon Wilson, Travis Bennett                        | 3:36     |  |
| 13. | «Window» (con Domo Genesis, Hodgy Beats, Mike G y Frank Ocean) | T. Okonma, Domonique Cole, C. Breaux, G. Long, Mike Griffin II | 8:00     |  |
| 14. | «AU79» (Instrumental)                                          | T. Okonma                                                      | 3:40     |  |
| 15. | «Golden»                                                       | T. Okonma                                                      | 5:43     |  |

| Deluxe edition bonus disc |                              |                    |                    |          |  |
| N.º                       | Título                       | Escritor(es)       | Producer(s)        | Duración |  |
| 1.                        | «Burger» (con Hodgy Beats)   | T. Okonma, G. Long | Tyler, The Creator | 3:49     |  |
| 2.                        | «Untitled 63» (Instrumental) | T. Okonma          | Tyler, The Creator | 1:06     |  |
| 3.                        | «Steak Sauce»                | T. Okonma          | Tyler, The Creator | 3:22     |  |

Notas
- «Boppin' Bitch» es una pista oculta al final de «Fish», solo aparece mencionado al interior del booklet, además de tener una participación no acreditada de Frank Ocean.

## Personal
- Tyler, the Creator (acreditado como Wolf Haley) – productor ejecutivo.
- Vyron Turner (Left Brain) – productor en la pista 5.
- Syd the Kyd – mezclas y voces adicionales en las pistas 3, 7, 10 y 15.
- Travis Bennett (Taco) – voces adicionales en las pistas 3 y 6.
- Frank Ocean – voces adicionales en la pista 10.
- Brian "Big Bass" Gardner – masterizado.

## Posicionamiento en listas

### Semanales
| Listas (2011)                           | Mejor posición |
| --------------------------------------- | -------------- |
| Alemania (Offizielle Top 100)           | 97             |
| Australia (ARIA Charts)                 | 66             |
| Bélgica (Ultratop Flandes)              | 62             |
| Canadá (Billboard Canadian Albums)      | 16             |
| Dinamarca (Hitlisten)                   | 13             |
| Escocia (Scottish Albums)               | 48             |
| Estados Unidos (Billboard 200)          | 5              |
| Estados Unidos (Independent Albums)     | 1              |
| Estados Unidos (Top R&B/Hip-Hop Albums) | 1              |
| Irlanda (IRMA)                          | 44             |
| Noruega (VG-lista)                      | 12             |
| Países Bajos (Dutch Alternative Top 30) | 20             |
| Reino Unido (UK Albums)                 | 21             |
| Reino Unido (UK Hip Hop and R&B Albums) | 2              |